# Hófogoly
A hófogoly (Lerwa lerwa) a madarak osztályának tyúkalakúak (Galliformes) rendjébe és a fácánfélék (Phasianidae) családjába tartozó Lerwa nem egyetlen faja.

## Előfordulása
Bhután, Kína, India, Nepál és Pakisztán területén honos.

## Alfajai
- Lerwa lerwa callipygia Stegmann, 1938
- Lerwa lerwa lerwa (Hodgson, 1833)
- Lerwa lerwa major Meinertzhagen, 1927

## Megjelenése
Testhossza 38-40 centiméter, testtömege 450-700 gramm, a tojó kicsit kisebb, mint a hím.